# Gilberto Serrano
Gilberto Serrano (* 19. März 1970 in Caracas, Venezuela als Gilberto Rafael Serrano) ist ein ehemaliger venezolanischer Boxer im Leichtgewicht und Normalausleger. Er gewann gegen Stefano Zoff am 13. November im Jahr 1999 den WBA-Weltmeisterschaftsgürtel durch technischen K. o. in Runde 10. Im Jahr darauf verteidigte er diesen Titel gegen Hiroyuki Sakamoto und verlor ihn an Takanori Hatakeyama.